# Maria Guleke
Maria Juliana Anna Guleke (* 1. Märzjul. / 13. März 1816greg. in Salisburg, Gouvernement Livland; † 15. Apriljul. / 27. April 1892greg. in Riga) war eine deutsch-baltische Pastorentochter und Übersetzerin des ersten lettischen Romans. Sie wird gelegentlich falsch zitiert als M. Gulecke.

## Leben
Maria Guleke war die Tochter des Pastors Friedrich Ernst Guleke und seiner Ehefrau Anna Catharina, geb. v. Riemann. Sie wuchs auf in der Kleinstadt Salisburg am Ufer der Salis (lett. Salaca).
In späteren Jahren lebte sie im Pastorat Alt-Pebalg (lett. Vecpiebalga) bei ihrem Vetter, dem Pastor Rudolf Karl Eduard Guleke (1831–1901). Dort hatte sie Kontakt zu den Literaten und Künstlern der Hügellandschaft um Pebalg, insbesondere den Brüdern Reinis Kaudzīte (1839–1920) und Matīss Kaudzīte (1848–1926). Diese hatten den ersten Roman in lettischer Sprache geschrieben: Mērnieku laiki (1879, Landvermesserzeiten). Maria Guleke übersetzte diesen Roman ins Deutsche und veröffentlichte ihn in gekürzter Fassung in der Tageszeitung Rigaer Tageblatt im Jahr 1883 (Nr. 26–61). Als Übersetzer wurden lediglich die Initialen 'M. G.' angegeben. Der damalige deutsche Titel war Die Revisorenzeit. Ein Roman von lettischen Autoren war zu dieser Zeit so ungewöhnlich, dass die Redaktion der deutschen Zeitung Bedenken hegte wegen der Fähigkeit lettischer Autoren, einen Roman nach deutschen Maßstäben zu verfassen. Deshalb wurde der letzten Folge ein Nachwort beigefügt, das die städtischen Leser mit dem bäuerlich-ländlichen Milieu und dem aufkommenden lettischen Nationalgefühl vertraut machen sollte.
Maria Guleke blieb unverheiratet und starb im Jahr 1892 in Riga. Sie wurde auf dem Jacobi-Friedhof (Jēkaba kapi) begraben.

## Schicksal  des Romans
Die lettische Ausgabe des Romans erlebte viele Auflagen, wurde verfilmt und für die Bühne adaptiert. Übersetzungen ins Russische, Litauische und Estnische verbreiterten die Rezeption. Maria Gulekes Arbeit blieb bis ins 21. Jahrhundert die einzige für deutsche Leser verfügbare Ausgabe. Eine neue deutsche und vollständige Übersetzung erschien 2012 unter dem Titel Landvermesserzeiten.